# 誠実な企業賞
誠実な企業賞（せいじつなきぎょうしょう、英: Integrity Award）は、企業経営の誠実さの重要性を示していくとともに、企業の社会的責任を重視した誠実な経営が中長期的に見て市場で高い競争力を持つことを評価しつつ、こうした意識の高い企業を社会的に応援する観点から、企業の社会的責任、企業倫理、コンプライアンス、内部統制等に優れた取り組みを行っている企業を選出し、表彰することを目的として、2002年に創設された賞である。2015年、13回目の表彰が最後の表彰となる。

## 沿革
2002年 ――優れたコンプライアンスシステムや内部統制システムを整備し、コンプライアンス面で先進的な取り組みを行っている企業を選出・表彰することにより、コンプライアンス重視の誠実かつ透明性の高い経営が中長期的に見て市場で高い競争力を持つことを評価し、またこうした意識の高い企業を社会的に応援することを目的に、産経新聞社およびKFi株式会社が、“「誠実な企業」賞
-Key Firm of Integrity Award- ”を創設
2003〜07年――毎春、「大賞」「事業法人部門賞」「金融機関部門賞」の各授賞を決定・発表し、その表彰式を東京証券取引所内東証ホールにて開催。
※なお第1回大賞の三菱地所は受賞後、大阪アメニティパークの分譲マンション販売に際して、土壌汚染の事実を顧客に告げずに販売していた問題が発覚し、2005年に宅地建物取引業法違反（重要事実の不告知）の容疑で、共同事業者の三菱マテリアル、大林組などと共に書類送検された。その際の社長のコメントが「ばれなければいいと思っていた」といった趣旨の、まさにコンプライアンスの思想を根本から否定する幼稚で不誠実なものであったため、賞そのものへの批判も一部投資家の間であったようだが、結局賞の剥奪等はなされなかった。
2008年――賞の創設から5年が経過し、内部統制やコンプライアンスの啓蒙がある程度達成され、また2008年4月には財務報告に係る内部統制の本格的な導入が始まるほか、誠実な企業であることが内部統制上のコントロール環境の重要な要因になることから、2008年より、“日本内部統制大賞
-Integrity Award-
”として開催することとなる。また21世紀の経済社会において会計専門職業に関わる人に対する期待が高まり、また果たすべき責任も大変大きくなってきていることから、次世代を担う会計人をたたえる特別賞として、“会計人奨励賞
-Accountant Encouragement Award- ”を創設。
2010年――会計における経営者の役割の重要性がますます高まっていることから、“経営者会計大賞 -Accounting
Award for Top Executive- ”を創設。
2011年――賞の名称を、創設時の“「誠実な企業」賞 -Integrity Award- ”に戻す。
2012年――会計人に対する表彰について、一定の役割を果たすことができたことから、2012年度の授賞を最後に、表彰を終了。

## 実施体制
〔主催〕 「誠実な企業」賞 -Integrity Award- 審議会
〔協賛〕 日本コーポレート・ガバナンス・ネットワーク／株式会社インテグレックス
〔運営〕 「誠実な企業」賞 -Integrity Award- 審議会事務局（株式会社インテグレックス内）

## 選出プロセス
（1） 株式会社インテグレックスが、毎年実施する企業の誠実さ・透明性（倫理性・社会性）調査の評価を基に企業を推薦。（過去5年以内の最優秀受賞企業を除く）
（2） 審議会において審議、授賞企業を決定

## 選出にあたっての視点
誠実な組織体制という基盤の上に、持続可能な社会をつくるために、企業経営としてどのような行動・変革を起こしているか

## これまでの表彰
「誠実な企業」賞（大賞、事業法人部門賞、金融機関部門賞）
| 開催年   | 大賞               | 事業法人部門賞   | 金融機関部門賞         |
| -------- | ------------------ | ---------------- | ---------------------- |
| 2003年春 | 三菱地所株式会社   | 株式会社ダイセキ | みずほ信託銀行株式会社 |
| 2004年春 | 株式会社なとり     | 日本電気株式会社 | 株式会社滋賀銀行       |
| 2005年春 | 大日本印刷株式会社 | 麒麟麦酒株式会社 | 信金中央金庫           |
| 2006年春 | 花王株式会社       | イオン株式会社   | 株式会社新生銀行       |
| 2007年春 | エーザイ株式会社   | 凸版印刷株式会社 | 株式会社大垣共立銀行   |

日本内部統制大賞（最優秀賞、優秀賞）
| 開催年   | 最優秀賞                      | 優秀賞                            |
| -------- | ----------------------------- | --------------------------------- |
| 2008年春 | セブン&アイ・ホールディングス | 協立電機                          |
| 2009年春 | 資生堂                        | ベネッセコーポレーション オムロン |
| 2010年春 | TOTO                          | 旭硝子 三菱商事                   |
| 2011年春 | コマツ                        | 積水ハウス 帝人                   |

「誠実な企業」賞（最優秀賞、優秀賞）
| 開催年   | 最優秀賞       | 優秀賞                            |
| -------- | -------------- | --------------------------------- |
| 2012年春 | オムロン       | 三井物産 ベネッセホールディングス |
| 2013年春 | ブリヂストン   | ヤマトホールディングス 伊藤忠商事 |
| 2014年春 | 野村総合研究所 | アンリツ 前田建設工業             |
| 2015年春 | 伊藤忠商事     | 滋賀銀行 東レ                     |

## 審議会メンバー （五十音順）
| 氏名     | 所属                                                 |
| -------- | ---------------------------------------------------- |
| 秋山をね | 株式会社インテグレックス 代表取締役社長              |
| 静 正樹  | 株式会社東京証券取引所 常務取締役                    |
| 鈴木行生 | 株式会社日本ベル投資研究所 代表取締役 主席アナリスト |
| 高 巌    | 麗澤大学経済研究科 教授                              |
| 中島 茂  | 中島経営法律事務所 代表 弁護士                       |
| 長友英資 | 株式会社ENアソシエイツ 代表取締役                    |
| 花堂靖仁 | 早稲田大学知的資本研究会上級顧問                     |